# ドラマチックダンジョン サクラ大戦 〜君あるがため〜
『ドラマチックダンジョン サクラ大戦 〜君あるがため〜』（ドラマチックダンジョン サクラたいせん 〜きみあるがため〜）は、セガより2008年3月19日に発売されたニンテンドーDS用ゲームソフト。

## 概要
セガの看板の一つであるサクラ大戦シリーズの作品で、シリーズ初のローグライクゲームとなる。これまでのシリーズに登場した帝国華撃団、巴里華撃団、紐育華撃団のメンバーが勢揃いするオールスター編。本シリーズの特徴の一つである次回予告も健在。本作では華撃団の各隊員が霊子甲冑に乗らず生身で戦うのも特徴である。なお、開発を担当したネバーランドカンパニーは、日本におけるローグライクゲームの代名詞である不思議のダンジョンシリーズ（チュンソフト）の『風来のシレン外伝 アスカ見参!』を開発した実績がある。当初は2008年2月21日発売予定だったが、3月19日に延期された。
サブタイトルは与謝野晶子の歌集『火の鳥』に収録されている「幸ひの ゆきもどりして 目放たぬ 身と思へるも 君あるがため」からの引用。

## ストーリー
太正十八年の春。帝都東京の大帝国劇場では、花組公演「オルレアンの少女」が開幕した。しかしその舞台に突如、ジャンヌ・ダルクと名乗る謎の女性が出現。直後、大規模な異変により街は迷宮のようになってしまう。霊力異常で光武も動かない中、大神一郎は花組と共に探索を開始する。一方、アメリカ・紐育でも同様の異変が起こり、大神の甥・大河新次郎が謎を追う。異変はさらにフランス・巴里でも起こる。
帝都、巴里、紐育の三華撃団が集合し、決戦の地へ向かう。

## ゲームシステム
ゲームはアドベンチャーパートとダンジョンパートによって構成。

### アドベンチャーパート
- キャラクターたちと会話をしながら、メインのストーリーが進行する、サクラ大戦シリーズ恒例のパート。

### ダンジョンパート
- 大神または大河を隊長とし、華撃団の隊員と協力して敵と戦いつつダンジョンを進んでいくパート。最終階にいる敵の撃破を目指す。
- ダンジョン内では『サクラ大戦』ならではの様々なイベントが発生する。

## 登場キャラクター
詳細は帝国華撃団、巴里華撃団、紐育華撃団を参照。

### 主人公
- 大神一郎（帝国華撃団・司令）：陶山章央
- 大河新次郎（紐育華撃団・星組隊長）：菅沼久義

### 帝国華撃団
花組
- 真宮寺さくら：横山智佐
- 神崎すみれ：富沢美智恵
- マリア・タチバナ：高乃麗
- アイリス（イリス・シャトーブリアン）：西原久美子
- 李紅蘭：渕崎ゆり子
- 桐島カンナ：田中真弓
- ソレッタ・織姫：岡本麻弥
- レニ・ミルヒシュトラーセ：伊倉一恵

他

### 巴里華撃団
花組
- エリカ・フォンティーヌ：日髙のり子
- グリシーヌ・ブルーメール：島津冴子
- コクリコ：小桜エツ子
- ロベリア・カルリーニ：井上喜久子
- 北大路花火：鷹森淑乃

他

### 紐育華撃団
星組
- ジェミニ・サンライズ：小林沙苗
- サジータ・ワインバーグ：皆川純子
- リカリッタ・アリエス：齋藤彩夏
- ダイアナ・カプリス：松谷彼哉
- 九条昴：園崎未恵

他

### その他
ジャンヌ・ダルク
モデルはフランスの英雄とされるジャンヌ・ダルク。
デュノア
モデルは実在の人物デュノア。ジルの魔術で肉食獣の獣人となる。
ラ・イール
モデルは実在の人物ラ・イール。ジルの魔術で牛の獣人となる。
ジル・ド・レイ
モデルは実在の人物ジル・ド・レイ。錬金術師であり、自分自身を黒魔術により鳥の獣人にする。

## 攻略本
- 「ドラマチックダンジョン サクラ大戦 ～君あるがため～ 攻略浪漫画報」講談社発行
  1. 2008年3月28日発行 ISBN 978-4-06-367243-5